# Ҷ
Ҷ, ҷ (Ч с нижним выносным элементом) — буква расширенной кириллицы, используемая в таджикском, абхазском, хантыйском и сойотско-цаатанском языках.

## Использование
В таджикском алфавите является 30-й буквой и обозначает аффрикативный согласный звук [d͡ʒ].
В абхазском алфавите является 53-й буквой и обозначает абруптивный аффрикативный звук [t͡ʃ’].
В суммарном алфавите хантыйского языка для всех диалектов редакции 1990 года является 40-й буквой и обозначает звук [t͡ʃ]. Реформой 2013 года заменена на   (Ч с крюком).
В сойотско-цаатанском алфавите является 33-й буквой.

## Таблица кодов
| Буква              | Ҷ                                          | Ҷ                                          | ҷ                                        | ҷ                                        |
| ------------------ | ------------------------------------------ | ------------------------------------------ | ---------------------------------------- | ---------------------------------------- |
| Название в Юникоде | CYRILLIC CAPITAL LETTER CHE WITH DESCENDER | CYRILLIC CAPITAL LETTER CHE WITH DESCENDER | CYRILLIC SMALL LETTER CHE WITH DESCENDER | CYRILLIC SMALL LETTER CHE WITH DESCENDER |
| Кодировка          | Десятичный код                             | 16-ричный код                              | Десятичный код                           | 16-ричный код                            |
| Юникод             | 1206                                       | U+04B6                                     | 1207                                     | U+04B7                                   |
| UTF-8              | 210 182                                    | D2 B6                                      | 210 183                                  | D2 B7                                    |